# Győrújbarát
Győrújbarát est une commune hongroise située près de Győr, dans le comitat de Győr-Moson-Sopron, au nord-ouest du pays. Elle comptait 6 101 habitants en 2010.

## Jumelages
- Thorigné-Fouillard (France)
- Neulingen (Allemagne)
- Rubiera (Italie)
- Nemesócsa (Slovaquie)